# Valentin von Eickstedt (1669–1718)
Valentin von Eickstedt, född 13 december 1669 på herrgården Hohenholz utanför Stettin i dåvarande Vorpommern, död 17 september 1718 på Frederiksborgs slott på Själland, var en dansk militär, överkrigssekreterare och amtman. Han var far till Hans Henrik von Eickstedt.

## Biografi
Valentin von Eickstedt föddes som näst äldsta son till den pommerska adelsmannen Alexander Ernst von Eickstedt och dennes första hustru Dorothea Sophie von Suckow på familjegodset Hohenholz utanför Stettin i dåvarande svenska Vorpommern. Han trädde redan som ung i dansk militär tjänst och utnämndes 1685 till sekundlöjtnant vid landsmannen Hans Christian Schacks värvade regemente. I detta regemente deltog han 1692 och 1696 i fälttåg utanför Danmark och år 1700 deltog han efter Stora nordiska krigets utbrott vid belägringen av Tönning. Han klättrade raskt i rang och blev kapten 1688, major 1693 och överstelöjtnant 1697. Ännu snabbare avancerade von Eickstedt efter att Fredrik IV år 1700 bestigit den danska tronen. Eicksted åtnjöt i högsta grad kungens ynnest och när den nationella lantmilisen infördes i Danmark 1701 utsågs von Eickstedt till överste i Ribe Stifts lantmilisregemente. Innan förbandet hade kunnat sättas i bruk erhöll han dock tjänsten som överstelöjtnant vid det nyuppsatta Grenaderkorpset, ett kungligt garde. Flera ytterligare bevis på kungens ynnest kom genom att han 1704 utsågs till kammarherre och generaladjutant till kungen själv. Året därefter dubbades han till riddare av Dannebrogen. År 1706 utsågs von Eickstedt till brigadgeneral och 1708 blev han överste för Grenaderkorpset med generalmajors rang.
Under det danska fälttåget i Skåne och Blekinge 1709 till 1710 kom von Eickstedt att spela en viss roll, men överbefälhavaren, Christian Ditlev Reventlow, beklagade sig ideligen över von Eickstedts rådvillhet och brist på initiativförmåga. Till Fredrik IV skrev Reventlow "Kammerherren er en brav og ærlig mand; men den ringeste bagatel foruroliger ham og bringer ham i forlegenhed hvad der som regel ikke løber vel af, især når han skal lede hele værket". Vid slaget vid Helsingborg den 28 februari 1710 var von Eickstedt befälhavare över den danska arméns corps de bataille, det vill säga fotfolket i centern. Vid slaget uppvisade von Eickstedt stor tapperhet och hans grenadjärer stod envist emot den svenska framryckningen när den danska centern föll ihop. Den oundvikliga reträtten kunde på von Eickstedt order genomföras i ordnade former och tack vare Grenaderkorpsets motstånd lyckades en stor del av de kvarvarande danska regementena ta sig tillbaka till Helsingborg. Direkt efter slaget kommenderade von Eickstedt delar av infanteriet till att besätta olika delar av Helsingborgs förskansningar för att skydda mot ett möjligt svensk anfall mot staden. Den 2 mars reste von Eicksted till Köpenhamn för att avlägga rapport till Fredrik IV och generalmajor Frantz Joachim von Dewitz övertog befälet av stadens försvar och ansvaret för den danska evakueringen.
Efter det danska nederlaget lämnade von Eickstedt sin tjänst i den danska armén för att bli geheimeråd och ta över som överkrigssekreterare efter Christian von Lente. Samtidigt blev han deputerad i generalkringskommissariaten för land- och sjöstaterna, men lämnade redan sommaren 1711 denna befattning då han följde Fredrik IV till krigsskådeplatsen i norra Tyskland. Där var han en del av kungens stab vid Slaget vid Gadebusch den 20 december 1712. Eickstedt verkade under sju år som överkrigssekreterare och var därigenom kungens närmaste man inom arméns och flottans administration. I denna roll visade sig von Eicksted vara en mycket arbetsam, pliktrogen, förståndig och human officer och ämbetsman med utpräglad känsla för rättfärdighet. När det kom till organisatoriska frågor hade han ett gott samarbete med den danska härens nya överbefälhavare, general Jobst von Scholten. År 1717 drog sig von Eickstedt tillbaka från sin tjänst och utsågs istället till amtman över Fredensborgs och Kronborgs amt. Grunden avgången förefaller inte ha berott på någon splittring mellan von Eickstedt och kungen, men det är möjligt att han inte delade kungens intresse av upprättandet av rytterigodsdistrikt. Även von Eickstedts efterträdare på posten, viceamiral Christian Carl Gabel, uttalade i efterhand tvivel om den nya organisationen, men genomförde denna för att gå kungen till mötes. Den 17 december 1718 avled von Eickstedt endast 48 år gammal på Frederiksborgs slott. Omständigheterna om hans död är inte kända, men på grund av hans ringa ålder är det troligt att han inte avled av naturliga orsaker.

## Egendomar
Efter faderns död 1693 övertog von Eickstedt tillsammans med sin äldre bror Vivigenz ansvaret för dennes förläningar och hållningar, godsen Hohenholz och Glasow, samt för deras omyndiga bröder Philipp, Alexander, Caspar, Joachim, Christoph och Georg. I Danmark ägde von Eickstedt ingen jordegendom, men han innehade ett palats på Stormgade i Köpenhamn.

## Äktenskap och släktingar
Valentin von Eickstedt gifte sig två gånger. Första äktenskapet var med den tyska adelsdamen Elisabeth von der Osten och det andra var med den danska adelsdamen Edele Cathrine Kaas, äldsta dotter till Hans Kaas. Giftermålet företogs i Slotskirken i Köpenhamn den 4 juni 1708. Tillsammans med Edele fick von Eickstedt 1715 sonen Hans Henrik von Eickstedt.
Liksom von Eickstedt tjänstgjorde flera av dennes släktingar inom den danska armén. Bland dessa kan nämnas den yngre brodern generalmajor Christoph von Eickstedt och kusinen Joachim Bernt von Eickstedt, som var överstelöjtnant och kommendör vid Garden til fods. von Eickstedts äldre bror, Vivigenz von Eickstedt, tjänstgjorde istället i den svenska armén och avled i strid i Polen 1717.